# Araripichthys
Araripichthys es un género extinto de peces actinopterigios prehistóricos del orden Crossognathiformes. Este género marino fue descrito científicamente por Silva Santos en 1985.

## Especies
Clasificación del género Araripichthys:
- † Araripichthys Silva Santos 1985
  - † Araripichthys axelrodi Maisey y Moody 2001
  - † Araripichthys weberi Alvarado-Ortega y Brito 2011